# Ocimum spectabile
Ocimum spectabile är en kransblommig växtart som först beskrevs av Robert Louis August Maximilian Gürke, och fick sitt nu gällande namn av A.J. Paton. Ocimum spectabile ingår i släktet basilikor, och familjen kransblommiga växter. Inga underarter finns listade i Catalogue of Life.